# Nino Marcelli
Pour les articles homonymes, voir Marcelli.
Nino Marcelli, né le 29 mai 2005 à Bratislava, est un footballeur slovaque qui joue au poste d'ailier au Slovan Bratislava.

## Biographie

### Carrière en club
Né à Bratislava en Slovaquie, d'un père d'origine italienne, Nino Marcelli est formé par le Slovan Bratislava, qu'il rejoint dès l'âge de 9 ans. Sortant très tôt du lot en équipe de jeunes, à seulement 15 ans il s'entraine même avec l'équipe première et fait un essai à l'AS Roma, dont il revient cependant blessé, ce qui freine sa carrière pendant presque deux ans.
Il commence finalement sa carrière professionnelle en championnat de Slovaquie, lors de la saison 2023-24. Il joue son premier match avec l'équipe première du club le 29 juillet 2023,.
Marcelli est sacré champion de Slovaquie, au terme d'une saison 2023-24 où il s'est régulièrement illustré en équipe première., en championnat,,, mais aussi en compétitions européennes,,.

### Carrière en sélection
Déjà international junior avec l'équipe de Slovaquie des moins de 19 ans, Nino Marcelli est également convoqué avec l'équipe de Slovaquie des moins de 20 ans pour la coupe du monde,.
Marcelli est ensuite international espoirs avec la Slovaquie.

## Palmarès
Slovan Bratislava
- Championnat de Slovaquie
  - Champion en 2023-24